# Raphaël Drommelschlager
Raphaël Drommelschlager, né le 3 novembre 1971 à Toulouse, est un dessinateur et scénariste de bande dessinée français.

## Œuvre

### Albums
- Les Quatre Princes de Ganahan, scénario de Raphaël Drommelschlager, dessins de Tony Valente, Delcourt, collection Terres de Légendes
  1. Galin, 2004  (ISBN 2-84789-169-2)
  2. Shâal, 2005  (ISBN 2-84789-170-6)
  3. Filien, 2006  (ISBN 2-75600-271-2)
  4. Althis, 2007  (ISBN 2-75600-494-4)
- Les Fenêtres d'Eristom, scénario et dessins de Raphaël Drommelschlager, Quadrants
  1. Artan, 2010  (ISBN 978-2-30201-308-7)
- Paris-New York New York-Paris, scénario et dessins de Raphaël Drommelschlager, Casterman, 2009  (ISBN 978-2-20300-427-6)
- Les Voyages de Kaël, scénario et dessins de Raphaël Drommelschlager, Delcourt
  1. Le Livre de Taïlm, 2004  (ISBN 2-84055-904-8)
  2. Le Secret d’Églantine, 2005  (ISBN 2-84789-977-4)
- Vivre libre ou mourir, scénario de Jean-Christophe Derrien, dessins de Hugues Labiano, Claude Plumail, Olivier Grenson, Béatrice Tillier, Olivier Brazao, Nicolas Delestret, Raphaël Drommelschlager et Mara, Le Lombard, 2011  (ISBN 978-2-8036-2935-0)
- Londres Santorin aller retour, scénario et dessins de Raphaël Drommelschlager, Casterman, 2013  (ISBN 978-2-203-03340-5)